# Keep an Eye on Dan
«Keep an Eye on Dan» — песня шведской группы ABBA из студийного альбома Voyage, вышедшего в ноябре 2021 года. Написана Бьорном Ульвеусом и Бенни Андерссоном. В альбоме появляется седьмой по счёту композицией. Ведущую вокальную партию в ней исполнила Агнета Фельтског.
Композиция попала в шведский хит-парад на 19-е место, а также на 88-е в британский UK Singles Downloads Chart.

## О песне
«Keep an Eye on Dan» была записана в стокгольмской студии Бенни Андерссона Riksmixningsverket, микширование прошло в Mono Music Studio (также основанной Андерссоном и Йорель Хансер). Участникам квартета в работе помогали музыканты аккомпанирующего состава, давно знакомые с ними. Так в записи гитарных партий принимал участие Лассе Велландер, сотрудничавший с ансамблем с 1974 года, а ударных — Пер Линдвалль, задействованный в работе над Super Trouper и The Visitors.
В песне рассматриваются разрушенные отношения. Рассказывается о тревоге разлуки, которую испытывает мать, впервые оставляющая своего ребёнка на выходные наедине со своим бывшим мужем в рамках соглашения об опеке. Ведущую вокальную партию вновь исполняет Агнета Фельтског, как и в ряде песен с альбома Voyage. С одной стороны героиня инструктирует отца сына героини песни внимательно присматривать за непослушным, расстроенным ребёнком до тех пор пока она не сможет его забрать обратно, а с другой — делится со слушателями душевной болью.

## Восприятие
Электронный журнал PopMatters посмотрел на эту историю о раздельной опеке над детьми, как на один из примеров готовности ABBA обратиться к ключевому вопросу: их разводу и роспуску.
Бен Кардью из Pitchfork включил «Keep an Eye on Dan» наряду с «Don’t Shut Me Down» и «No Doubt About It» в число лучших поп-мелодий года, «расплывчато непредсказуемых, но совершенно очевидных после первого же прослушивания». «Все они, — считает Кардью, — фантастически скомпонованы, с крючками, сложенными поверх груды крючков, аккуратно аранжированных в ложе необычных музыкальных решений».

## Позиции в хит-парадах
| Чарт (2021)                                 | Высшая позиция |
| ------------------------------------------- | -------------- |
| Великобритания (UK Singles Downloads Chart) | 88             |
| Швеция (Sverigetopplistan)                  | 19             |